# 이병훈 (기업인)
이병훈(Bill Lee, 1962년 6월 28일 ~ )는 대한민국의 기업인이자 유니베라의 회장이다. 1996년부터 유니베라(구 남양알로에)의 사장, 2018년부터 회장직을 지내고 있으며. 2007년부터 2009년까지 한국건강기능식품협회 회장직을 역임했다.

## 학력
- 1981년 경복고등학교 졸업
- 1986년 미국 위스콘신대학교 사회학 전공 학사
- 1987년 미국 위스콘신 대학원 사회학 전공 석사

## 경력
- 1988년 ~ 1998년 : 미국 알로콥(ALOECORP) 설립 및 대표이사
- 1995년 ~ 1998년 : 미국 유니젠 생명과학 (Unigen Pharmaceuticals) 설립 및 대표이사
- 1996년 ~ 2006년 : (주)남양알로에 대표이사
- 2000년 ~ 현재: (주)남양 대표이사, 미국 에코넷 홀딩스(ECONET, Inc.) 설립 및 대표이사, (주)유니젠 설립 및 이사회 의장
- 2006년 ~ 2018년 : (주)유니베라 사장, ECONET 총괄사장
- 2018년 ~현재:  (주)유니베라 회장, ECONET 회장